# Португалия на «Евровидении-1993»
Португалия участвовала в тридцать восьмом выпуске телевизионного конкурса Евровидение-1993, который состоялся 15 мая в Милстрите, Ирландия. Страну представляла юная певица Анабела Браз Пиреш (более известная как Анабела) с песней A cidade (até ser dia) "Город (пока не наступит день)", написанной Педру Абрантешем, Марко Кельяшем и Пауло де Карвалью, который представлял Португалию на Евровидение-1974. По итогам голосования она заняла десятое место из 25, набрав 60 очков. Данный результат позволил Португалии принять участие на Евровидение-1994. Поэтому, A cidade (até ser dia) стала предшественницей португальской заявки 1994 года Chamar a música в исполнении Сары Тавареш. Конкурс был показан на канале RTP1 с комментариями Исабел Байя. Глашатаем, объявлявшим очки Португалии, была Маргарида Мерсеш де Мелло.

## До «Евровидения»

### Национальный отбор
Начиная с 1964 года, когда Португалия дебютировала на Евровидение, телекомпания RTP организовывает национальный отбор под названием Festival da Canção. Данная процедура была использована и при отборе заявки 1993 года. Двадцать девятый выпуск Festival da Canção состоялся 11 марта 1993 года в театре Сао-Луиш Лиссабона. Ведущими были Маргарида Мерсеш де Мелло и Антониу Сала. Финалу предшествовала серия из пяти полуфиналов, по итогам которых восемь песен прошло в финал. Победитель финала определялся голосами 22 региональных жюри. Среди конкурсантов в финале Festival da Canção присутствовал Жозе Сид, представлявший Португалию на Евровидение-1980.
| Порядковый номер | Исполнитель                   | Название песни               | Очки | Место |
| ---------------- | ----------------------------- | ---------------------------- | ---- | ----- |
| 1                | Исабел Кампелу                | Praia sem marés              | 127  | 3     |
| 2                | Криштина Рок                  | Quero muito mais de ti       | 115  | 5     |
| 3                | Пьедад Фернандеш              | Renascer de um trovador      | 122  | 4     |
| 4                | Пауло Бриссуш                 | No dia seguinte              | 81   | 6     |
| 5                | Лиза Майо                     | Talvez noutro lugar          | 72   | 7     |
| 6                | Жозе Сид, Браганса и Ca. Lda. | O poeta, o pintor e o músico | 139  | 2     |
| 7                | Grupo Até Jazz                | Pó de melhorar               | 35   | 8     |
| 8                | Анабела                       | A cidade (até ser dia)       | 167  | 1     |

## На «Евровидении»
В связи с распадом Югославии и Советского Союза и роспуском Организации Варшавского договора Европейский вещательный союз ввёл правило о квалификации новых стран. Согласно этому правилу, страны, занявшие последние семь мест по итогам 1993 года, должны были взять перерыв на год, чтобы позволить странам-дебютантам принять участие. Анабела выступала под номером 11, между Австрией и Францией. По итогам голосования она заняла десятое место из 25, набрав 60 очков, включая максимальные 12 очков от Испании и Нидерландов. Это был первый раз с 1976 года, когда португальская заявка получила 12 очков от какой-либо другой страны-участницы. Данный результат позволил Португалии принять участие на Евровидение-1994. 12 очков португальское жюри присудило Франции. Арминду Невеш был дирижёром оркестра во время исполнения португальской заявки.

### Голосование
| Очки      | Страна                                   |
| --------- | ---------------------------------------- |
| 12 баллов | - Испания - Нидерланды                   |
| 10 баллов |                                          |
| 8 баллов  | - Франция                                |
| 7 баллов  |                                          |
| 6 баллов  |                                          |
| 5 баллов  | - Австрия - Норвегия                     |
| 4 балла   | - Люксембург                             |
| 3 балла   | - Кипр                                   |
| 2 балла   | - Греция - Исландия - Финляндия - Швеция |
| 1 балл    | - Великобритания - Германия - Дания      |

| Очки      | Страна         |
| --------- | -------------- |
| 12 баллов | Франция        |
| 10 баллов | Италия         |
| 8 баллов  | Норвегия       |
| 7 баллов  | Великобритания |
| 6 баллов  | Ирландия       |
| 5 баллов  | Хорватия       |
| 4 балла   | Швеция         |
| 3 балла   | Израиль        |
| 2 балла   | Мальта         |
| 1 балл    | Швейцария      |